# Minami-ke
Minami-ke (jap. みなみけ; dosł. „Rodzina Minami”) – manga autorstwa Koharu Sakuraby, publikowana na łamach magazynu „Shūkan Young Magazine” wydawnictwa Kōdansha od marca 2004.
Na podstawie mangi studio Daume wyprodukowało serial anime, który emitowano od października do grudnia 2007. Drugi sezon, zatytułowany Minami-ke: Okawari, stworzyło studio Asread, natomiast jego emisja trwała od stycznia do marca 2008. Sezon trzeci, zatytułowany Minami-ke: Okaeri, był emitowany od stycznia do marca 2009. Emisja czwartego sezonu, zatytułowanego Minami-ke: Tadaima, rozpoczęła się w styczniu i zakończyła w marcu 2013. Za jego produkcję odpowiadało studio Feel. Zapowiedziano powstanie sezonu piątego.

## Fabuła
Historia opowiada o codziennym życiu trzech sióstr, Haruki, Kany i Chiaki, przedstawiając ich perypetie zarówno w domu, jak i w szkole. Na przestrzeni kolejnych rozdziałów fabuła uzupełniana jest o kolejne postacie, w tym licznych kolegów ze szkoły oraz członków rodziny dziewcząt.

## Bohaterowie

### Siostry Minami
- Haruka Minami (jap. 南 春香 Minami Haruka)

Seiyū: Rina Satō 
- Kana Minami (jap. 南 夏奈 Minami Kana)

Seiyū: Marina Inoue 
- Chiaki Minami (jap. 南 千秋 Minami Chiaki)

Seiyū: Minori Chihara 

### Pozostali członkowie rodziny Minami
- Tōma Minami (jap. 南 冬馬 Minami Tōma)

Seiyū: Nana Mizuki 
- Haruo Minami (jap. 南 ハルオ Minami Haruo)

Seiyū: Shinji Kawada 
- Natsuki Minami (jap. 南 ナツキ Minami Natsuki)

Seiyū: Hiroyuki Yoshino 
- Akira Minami (jap. 南 アキラ Minami Akira)

Seiyū: Tatsuya Hayama 

### Uczniowie liceum
- Maki (jap. マキ)

Seiyū: Reiko Takagi 
- Atsuko (jap. アツコ)

Seiyū: Ryōko Ono 
- Hosaka (jap. 保坂)

Seiyū: Daisuke Ono 
- Hayami (jap. 速水)

Seiyū: Saeko Chiba 
- Hitomi (jap. ヒトミ)

Seiyū: Ayaka Saitō 

### Uczniowie gimnazjum
- Fujioka (jap. 藤岡)

Seiyū: Tetsuya Kakihara 
- Keiko (jap. ケイコ)

Seiyū: Saori Gotō 
- Riko (jap. リコ)

Seiyū: Ao Takahashi 
- Yū (jap. ユウ)

Seiyū: Momoko Ohara 
- Hiroko (jap. ヒロコ)

Seiyū: Saeko Chiba 
- Hitomi (jap. ヒトミ)

Seiyū: Ayaka Saitō 

### Uczniowie szkoły podstawowej
- Makoto (jap. マコト)

Seiyū: Rika Morinaga 
- Yoshino (jap. 吉野)

Seiyū: Aki Toyosaki 
- Shūichi (jap. シュウイチ)

Seiyū: Momoko Ohara 
- Yuka Uchida (jap. 内田 ユカ Uchida Yuka)

Seiyū: Eri Kitamura 
- Fuyuki (jap. フユキ)

Seiyū: Miho Saiki 

### Pozostali
- Takeru (jap. タケル)

Seiyū: Shintarō Asanuma 

## Manga
Pierwszy rozdział mangi został opublikowany 1 marca 2004 w magazynie „Shūkan Young Magazine”. Następnie wydawnictwo Kōdansha rozpoczęło zbieranie rozdziałów do wydań w formacie tankōbon, których pierwszy tom ukazał się 3 listopada tego samego roku. Według stanu na 6 czerwca 2024, do tej pory wydano 26 tomów.
6 listopada 2006 ukazał się fanbook zatytułowany Minami-ke + Kyo no Gononi Character Fanbook. Drugi fanbook, zatytułowany TV Animation Minami-ke Fanbook, został wydany 1 stycznia 2008.
| Nr | Data wydania (język japoński) | ISBN (język japoński)  |
| -- | ----------------------------- | ---------------------- |
| 1  | 3 listopada 2004              | ISBN 4-06-361286-4     |
| 2  | 2 listopada 2005              | ISBN 4-06-361377-1     |
| 3  | 6 listopada 2006              | ISBN 4-06-361484-0     |
| 4  | 6 września 2007               | ISBN 4-06-361593-6     |
| 5  | 17 marca 2008                 | ISBN 978-4-06-361653-8 |
| 6  | 23 czerwca 2009               | ISBN 978-4-06-361795-5 |
| 7  | 6 lipca 2010                  | ISBN 978-4-06-361901-0 |
| 8  | 4 marca 2011                  | ISBN 978-4-06-382006-5 |
| 9  | 4 listopada 2011              | ISBN 978-4-06-382097-3 |
| 10 | 5 października 2012           | ISBN 978-4-06-382225-0 |
| 11 | 6 sierpnia 2013               | ISBN 978-4-06-382337-0 |
| 12 | 6 sierpnia 2014               | ISBN 978-4-06-382337-0 |
| 13 | 1 maja 2015                   | ISBN 978-4-06-358776-0 |
| 14 | 4 marca 2016                  | ISBN 978-4-06-382744-6 |
| 15 | 5 sierpnia 2016               | ISBN 978-4-06-382830-6 |
| 16 | 6 czerwca 2017                | ISBN 978-4-06-382978-5 |
| 17 | 6 czerwca 2018                | ISBN 978-4-06-511644-9 |
| 18 | 5 kwietnia 2019               | ISBN 978-4-06-515198-3 |
| 19 | 4 października 2019           | ISBN 978-4-06-517292-6 |
| 20 | 5 czerwca 2020                | ISBN 978-4-06-519988-6 |
| 21 | 4 grudnia 2020                | ISBN 978-4-06-521723-8 |
| 22 | 6 lipca 2021                  | ISBN 978-4-06-523988-9 |
| 23 | 4 marca 2022                  | ISBN 978-4-06-527121-6 |
| 24 | 6 lutego 2023                 | ISBN 978-4-06-530076-3 |
| 25 | 6 grudnia 2023                | ISBN 978-4-06-533927-5 |
| 26 | 6 czerwca 2024                | ISBN 978-4-06-535586-2 |

## Anime
Na podstawie mangi powstało 5 sezonów anime i 3 odcinki OVA, za produkcje których odpowiadały trzy oddzielne studia animacji. Pierwszy sezon, pod oryginalnym tytułem Minami-ke, został wyprodukowany przez studio Daume i był emitowany w stacji TV Tokyo między 7 października a 30 grudnia 2007. Za produkcję drugiej serii, zatytułowanej Minami-ke: Okawari (jap. みなみけ おかわり), odpowiadało studio Asread, natomiast jej emisja trwała od 6 stycznia do 30 marca 2008. Seria ta odbiega nieco od pierwszego sezonu, ponieważ wykorzystuje nową paletę kolorów, a także ma inne projekty szkół i postaci. Różni się również sposobem opowiadania historii, ponieważ zawiera materiały niepochodzące z mangi, a każdy odcinek składa się tylko z jednej historii. Trzecia seria anime, zatytułowana Minami-ke: Okaeri (jap. みなみけ おかえり), również została stworzona przez Asread i była emitowana między 4 stycznia a 29 marca 2009. Jest ściślej związana z pierwszym sezonem, ponieważ projekty postaci i paleta kolorów są bardziej zbliżone, chociaż nadal wykorzystywane są projekty z sezonu drugiego. Wraca również do formatu epizodycznego z pierwszego sezonu.
23 czerwca 2009 do limitowanej edycji szóstego tomu mangi dołączona została płyta DVD zawierająca pojedynczy odcinek OVA stworzony przez Asread, zatytułowany Minami-ke: Betsubara (jap. みなみけ べつばら). 5 października 2012, wraz z limitowaną edycją dziesiątego tomu mangi, została wydana druga OVA zatytułowana Minami-ke: Omatase (jap. みなみけ おまたせ), która została stworzona przez studio Feel. Czwarty sezon anime, zatytułowany Minami-ke: Tadaima (jap. みなみけ ただいま), również wyprodukowało studio Feel. Sezon ten był emitowany od 6 stycznia do 30 marca 2013. 8 sierpnia 2013 do edycji specjalnej jedenastego tomu została dodana trzecia OVA zatytułowana Minami-ke: Natsuyasumi (jap. みなみけ 夏やすみ).
7 lipca 2024 zapowiedziano powstanie piątego sezonu anime.